# M1 (Moldavië)
De M1 is een hoofdweg in het westen van Moldavië met een lengte van 97 kilometer. De weg loopt van de hoofdstad Chisinau naar de grens met Roemenië bij Leușeni. In Roemenië loopt de weg als DN24B verder naar Bârlad. 
De M1 is onderdeel van de E581 tussen Tișița in Roemenië en Odessa in Oekraïne.

## Geschiedenis
De weg is in 2006 gerenoveerd. Daardoor is het een van de weinige wegen in Moldavië die in goede staat is.

## Toekomst
In Roemenië zijn plannen voor de aanleg van de autosnelweg A5, die van Boekarest naar Moldavië moet gaan lopen. Deze weg zal aansluiten op de M1. In Moldavië is echter geen geld voor de uitbouw tot autosnelweg.
M1 · 
M2 · 
M3 · 
M4 · 
M14 · 
M21